# (348383) Petibon
(348383) Petibon est un astéroïde de la ceinture principale.

## Description
(348383) Petibon est un astéroïde de la ceinture principale. Il fut découvert le 2 avril 2005 depuis l'observatoire Tenagra II à Nogales par Jean-Claude Merlin. Il présente une orbite caractérisée par un demi-grand axe de 2,36 UA, une excentricité de 0,16 et une inclinaison de 2,3° par rapport à l'écliptique.
Il est nommé d'après la soprano Patricia Petibon.

## Compléments